# Phoebe cornuta
Phoebe cornuta är en skalbaggsart som först beskrevs av Olivier 1795.  Phoebe cornuta ingår i släktet Phoebe och familjen långhorningar.
Artens utbredningsområde är Surinam. Inga underarter finns listade i Catalogue of Life.